# Консерватизм в Италии
Консерватизм в Италии — политическая философия и идеология консерватизма, исторически сложившиеся в Италии. Он стремится поддерживать итальянскую культуру с акцентом на семейственность и патриотизм и исторически тесно связан с клерикализмом и монархизмом, а также с антикоммунизмом. Итальянский консерватизм был доминирующей идеологией на протяжении всей современной истории Италии, хотя и с разными вариациями: в межвоенный период он слился с фашизмом в форму ультраконсерватизма, в то время как послевоенная эпоха характеризовалась умеренным консерватизмом правоцентристской христианской демократии. Южная Италия более традиционалистская и патриотическая, в то время как Северная Италия более либеральная и капиталистическая.

## История

### XIX век
После объединения главной консервативной силой Италии были Исторические правые, занимавшие консервативные, либерально-консервативные и консервативно-либеральные позиции. Наряду с Историческими левыми (либералами) они входили в число двух крупнейших партий страны в XIX и начале XX веков. Длительное время Исторические правые доминировали в Сардинском королевстве, а затем в объединённом Королевстве Италия, лишь изредка уступая власть левым. С 1861 и по 1874 год партия неизменно получала на выборах большинство мест в Палате депутатов. Ситуация изменилась в середине 1870-х годов, когда доминирующей силой в итальянской политике стали Исторические левые. В период с 1876 и по 1900 год правые на выборах неизменно занимали второе место по количеству мест в парламенте. Несмотря на доминирование левых правым не раз из-за раздоров между разными группами внутри своих конкурентов удавалось формировать правительство. Рост социалистических настроений в начале XX века и падение популярности правых подвигли их на объединение с историческими левыми в Итальянскую либеральную партию.

### Межвоенный период
После Первой мировой войны в стране появились первые массовые партии, в том числе христианско-демократическая Итальянская народная партия, которая стремилась представлять католическое большинство, долгое время воздерживавшееся от политики. Быстрый рост популярности Народной партии, конкурента исторических правых в борьбе за голоса консервативно настроенных избирателей, и социалистов, конкурентов исторических левых за голоса рабочих, привели к потере силы и авторитета старого либерального правящего класса, который не смог структурировать себя в настоящую партию. На выборах 1913 года либеральные силы благодаря коалиции Либеральный союз, основанной в 1913 году либералом Джованни Джолитти и объединившей в своих рядах и исторических правых и исторических левых, и поддержке Винченцо Отторино Гентилони, главы Избирательного союза итальянских католиков, смогли сохранить за собой большинство в Палате депутатов, но не смогли переломить ситуацию. Выборы 1919 года завершились для либералов разгромом. Они не только потеряли большинство, но стали всего лишь пятой партией парламента по количеству мандатов. Итальянская либеральная партия, в которую трансформировалась коалиция в 1922 году, появилась слишком поздно
В 1921 году экс-социалист Бенито Муссолини основал Национальную фашистскую партию (НФП), а в следующем году, благодаря Походу на Рим, он был назначен премьер-министром королём Виктором Эммануилом III. Итальянский фашизм возник как популистская, революционная, антироялистская, антиклерикальная и антиконсервативная идеология, которую многие социалисты рассматривали как левую ересь, а не как правого оппонента; но уже вскоре он трансформировался и стал отчётливо правым, когда пошёл на компромисс с консервативным истеблишментом, чтобы укрепить власть и подавить левые движения. Муссолини следующим образом прокомментировал динамический прагматизм фашизма:
Мы не верим в догматические программы… Мы позволяем себе роскошь быть аристократами и демократами, консерваторами и прогрессистами, реакционерами и революционерами, легистами и иллегалистами, в зависимости от обстоятельств момента, места и среды, одним словом, в соответствии с историей, в которой мы вынуждены жить и действовать.
Придя к власти Муссолини быстро укрепил своё положение и уже в 1926 году были распущены все партии, за исключением НФП, которая оставалась единственной в Королевстве Италия легальной политический силой вплоть до падения фашистского режима в июле 1943 года. К 1945 году фашисты были окончательно дискредитированы, распущены и объявлены вне закона, а Муссолини был казнен в апреле того же года.

### Первая республика
В 1946 году в Италии был проведён референдум о судьбе монархии. В то время как Южная Италия проголосовала за сохранение монархии, северная и центральная части сделали выбор в пользу республики. В результате 54 % участников голосования высказались против монархии, что стало серьёзным поражением консервативных сил.
После падения фашизма и окончания Второй мировой войны ведущей политической силой Италии стала центристская Христианско-демократическая партия (ХДП), преемник дофашистской Народной партии, которая объединила в своих рядах как консервативные, так и левоцентристские элементы. Первые в истории Итальянской республики выборы 1948 года закончились убедительной победой христианских демократов над Народно-демократическим фронтом (Итальянская социалистическая партия и Итальянская коммунистическая партия). Так, политический центр оказался у власти. По словам английского историка Дениса Мака Смита, христианские демократы были «умеренно консервативными, разумно терпимыми ко всему, что не касалось религии или собственности, но прежде всего католическими и иногда клерикальными».
Всё время существования так называемой Первой республики (1946—1994) Христианско-демократическая партия являлась ведущей политической силой страны, неизменно побеждая на всех парламентских выборах с 1946 по 1992 год. Партия возглавляла 45 из 51 составов Совета министров (остальные хотя и возглавлялись представителями других партий, но де-факто контролировались ею же). Среди союзников ХДП была консервативно-либеральная Итальянская либеральная партия. Справа от христианских демократов располагались монархисты и постфашистское Итальянское социальное движение.
В 1994 году в ходе скандала «Тангентополи» вокруг Беттино Кракси и его окружения выяснилось, что ХДП как минимум с 1970-х годов имела тесные связи с мафиозными группировками, а её руководство было замешано в крупных коррупционных преступлениях. Это привело к потери популярности партии и серьёзному внутрипартийному кризису, в результате которого ХДП и вся сложившаяся на тот момент политическая система прекратили существование.

### Вторая республика
Вместе с Первой республикой крах потерпела и итальянская партийная система. Практически все парламентские партии или самораспустились или пережили серьёзную трансформацию. Освободившееся после роспуска ХДП место заняла новая партия, либерально-консервативная «Вперёд, Италия», созданная в 1994 году известным предпринимателем и медиамагнатом Сильвио Берлускони. Партия трижды, в 1994, 2001 и 2008 годах, выигрывала выборы, управляя страной в течение почти десяти лет с Берлускони в качестве премьер-министра. Её союзниками были такие партии как национал-консервативный Национальный альянс, наследник Итальянского социального движения, и регионалистская Лига Севера. В 2009 году «Вперёд, Италия» объединилась с Национальным альянсом в партию «Народ свободы», которая просуществовала всего 4 года и уже в 2013 году самораспустилась в связи с непреодолимым расколом между сторонниками Берлускони и Анджелино Альфано. В том же году Берлускони объявил о воссоздании партии «Вперёд, Италия».
По итогам выборов 2018 года «Вперёд, Италия», Лига Севера и популистское Движение пяти звёзд сформировали правительство во главе с Джузеппе Конте, которое просуществовало около года. На выборах 2022 года победу одержала правоцентристская коалиция во главе с национал-консервативной партией Братья Италии, созданной в 2012 году бывшими членами Итальянского социального движения и Национального альянса. В результате было сформировано правительство под руководством лидера «братьев» Джорджа Мелони.

### Берлусконизм
В 1990-х годах на смену ХДП с её католическом социальном учением и принципом «политического единства католиков» против социализма и коммунизма пришёл берлусконизм (итал. berlusconismo). Некоторые итальянские аналитики используют этот термин для описания политических позиций Сильвио Берлускони. В целом, берлусконизм можно переосмыслить как смесь консерватизма, популизма, либеризма и антикоммунизма. Другие наблюдатели описывают берлусконизм как скорее личностно-ориентированное популистское движение, лидер которого, «миллиардер-бизнесмен и телеведущий», обещает использовать свои уникальные навыки, чтобы «представлять интересы простых людей» против политического истеблишмента; при этом, «скандалы, расследования и судебные процессы», которые его преследуют, отвергаются его страстно преданной базой сторонников как доказательство того, что он является «самым преследуемым» человеком в истории.

## Консервативные партии
| Действующие - Гражданский союз за Южный Тироль (с 1989) - Лига Севера (с 1989) - Братья Италии (с 2012) - Вперёд, Италия (с 2013) - Лига за Сальвини премьера (с 2017) - Мы с Италией (с 2017) | Недействующие - Исторические правые (1849—1922) - Итальянская националистическая ассоциация (1910—1923) - Итальянская либеральная партия (1922—1994) - Итальянское социальное движение (1946—1995) - Вперёд, Италия (1994—2009) - Национальный альянс (1995—2009) - Народ свободы (2009—2013) - Новый правый центр (2013—2017) |